# Halodromus gershomi
Espèce
Halodromus gershomi est une espèce d'araignées aranéomorphes de la famille des Philodromidae.

## Distribution
Cette espèce est endémique d'Érythrée.

## Description
Le mâle holotype mesure 3,3 mm et les femelles de 2,8 à 3,5 mm.

## Étymologie
Cette espèce est nommée en l'honneur de Gershom Levy.

## Publication originale
- Muster, 2009 : The Ebo-like running crab spiders in the Old World (Araneae, Philodromidae). ZooKeys, no 16, p. 47-73 (texte intégral).